# Coloneura siciliensis
Coloneura siciliensis är en stekelart som beskrevs av Griffiths 1968. Coloneura siciliensis ingår i släktet Coloneura och familjen bracksteklar. Inga underarter finns listade i Catalogue of Life.